# Ріддік
Річард Б. Рі́ддік (у виконанні Віна Дізеля відоміший просто як Ріддік) — вигаданий антигерой науково-фантастичної медіафраншизи «Хроніки Ріддіка». Він — розшукуваний вбивця та соціопат, наділений надзвичайними фізичними здібностями, що бореться, часто мимоволі, зі злочинцями по галактиці.

## Біографія
Ріддік народився на планеті Фурія та належав до альфа-фуріанців — природних лідерів фуріанських людей. Раса Чотирьох стихій, яка володіла сильними аналітичними здібностями, передбачила, що один з новонароджених фуріанців уб'є Лорда Маршала релігійно фанатичної нації некромонгерів. Боячись здійснення пророцтва, Лорд Маршал напав на Фурію та вбив усіх хлопчиків. Майже нічого невідомо про дитинство і юність Ріддіка, хто його врятував і виростив. Згідно роману «Хроніки Ріддіка», раса Чотирьох стихій штучно виростила його вже після різанини на Фурії. Сам Ріддік не знав про пророцтво і вважав, що мати намагалася вбити його після народження та покинула напризволяще. Він виріс злочинцем, його примушували тяжко працювати у виправних закладах, де проявились незвичайні сила, витривалість і реакція Ріддіка.
За видатні здібності Ріддіка було відправлено до ударної групи на планеті Сигма 3, де навчили військовому ремеслу. Його намагалися залучити до придушення бунтів серед населення планети, що фактично було рабами. Ріддік не приймав цього, тож його заслали до в'язниці «Глибоке сховище» (Deep Storage).
Згодом Ріддіку вдалося втекти й викрасти космічний корабель. За впіймання Ріддіка було призначено велику нагороду, тож на нього почали полювання найманці. Кілька разів Ріддіка ловили, але він завжди тікав з будь-якої неволі. Він приєднався до найманців, яких насильно відправили на Війни Плачу (Wailing Wars). Звідки Ріддік також зумів утекти.
Потім Ріддіка вкотре спіймали та кинули до в'язниці «Місто брухту» (Slam City). Тікаючи звідти, він стикнувся з хірургічно вдосконаленими охоронцями, котрі володіли нічним баченням. Найманець Вільям Джонс наважився спіймати його та передати у «Бухту м'ясника» (Butcher Bay). Під час утримання там він отримав нічне бачення. За фільмами, тамтешній лікар зробив Ріддіку операцію. Проте за відеогрою Escape from Butcher Bay в Ріддіку пробудилися природні здібності. Його кілька разів переводили у все суворіші умови, врешті тримаючи в анабіозі та будячи лише на кілька хвилин щодня. Втім, і звідки Ріддік зумів вирватись і втекти з кількома в'язнями на кораблі.
В польоті його захопили найманці з корабля «Темна Афіна». Викравши човник, той спробував утекти, але був збитий ракетою і впав на планету Агерія Прайм. Йому вдалося розшукати космопорт і повернутись на «Темну Афіну», борт якої потім покинув. Після цього він подорожував різними планетами, переховуючись від найманців.
Під час одного з перельотів корабель, де перебував Ріддік, зазнав аварії на планеті M6-117. Як виявилось, під час затемнення там прокидались хижі тварини. Разом з групою уцілілих Ріддік дістався до покинутого там корабля. В боротьбі з чудовиськами вижили лише Ріддік, Абу-аль-Валід та дівчинка Джек. Ріддік попросив їх розповісти, що він загинув на тій планеті. Згодом, однак, їх схопив у польоті Кублай Хан. Завдяки Ріддіку Абу-аль-Валід та Джек утекли на Геліон Прайм, а сам Ріддік продовжив переховуватись.
Наступні 5 років Ріддік жив на льодяній планеті U.V.6. Абу-аль-Валід, дізнавшись про наближення некромонгерів, найняв мисливців за головами, щоб ті знайшли Ріддіка. Він вірив, що саме Ріддік виконає пророцтво і зупинить некромонгерів. Ті спіймали Ріддіка і доставили на Геліон Прайм. Ріддік спершу відмовився допомогти, та в цей час некромонгери розпочали атаку. Побачивши незвичайні бойові якості Ріддіка, Лорд Маршал некромонгерів вирішив схилити його на свій бік. Проте, дізнавшись, що це фурієць, він наказав убити Ріддіка. Найманці допомогли Ріддіку втекти, але тільки для того, аби продати у в'язницю на планеті Крематорія. Там Ріддік зустрів вирослу Джек, яка взяла собі ім'я Кіра. Довідавшись, що некромонгери шукають нового в'язня, наглядачі спробували втекти, покинувши в'язнів напризволяще. Тим часом Ріддік, Кіра та група інших в'язнів майже дісталися до корабля на поверхні. Там некромонгери під командуванням Ваако схопили їх. Проповідник некромонгерів, який мав убити Ріддіка, виявився фурійцем і відпустив його. Ріддік, скориставшись його кораблем, вирушив визволити Кіру, але потрапив у засідку. Лорд Маршал викликав Ріддіка на двобій, чим вирішив скористатись Ваако аби в підходящий момент вбити Лорда Маршала та зайняти його місце. Проте лідера некромонгерів убив Ріддік і, за звичаєм некромонгерів, сам того не бажаючи, став їхнім лідером.
Очолюючи некромонгерів 5 років, Ріддік пережив кілька замахів на своє життя. Врешті він відмовився від влади та попросив Ваако відвезти його на Фурію. Проте Ваако обманув його і доставив на невідому негостинну планету, де Ріддіка скинув зі скелі Крон. Виживаючи серед дикої природи, вцілілий Ріддік знайшов базу найманців. Ті схопили його, але були змушені заручитись його допомогою під час бурі, в яку базу оточили хижі тварини. Після втечі на кораблі найманців Ріддік повернувся до некромонгерів під час церемонії сходження Ваако на трон. Задумавши помститись, він однак зустрів Крона, що затримав Ріддіка до того, як флот Ваако відлетів.

## Образ і здібності
Ріддік — похмурий соціопат, що недовіряє нікому та вкрай рідко кому-небудь допомагає. Його мова лаконічна та стримана, Ріддік рідко проявляє емоції. Він володіє спеціально модифікованими очима, що дозволяють йому бачити в темряві. Як розповідає сам Ріддік, такі очі дісталися йому у в'язниці «Бухта м'ясника» (англ. Butcher Bay) від «доброго лікаря», який погодився попрацювати над ними за 20 ментолових цигарок. Такий зір має і зворотний бік — при нормальному рівні освітлення Ріддік сліпне, тому на осонні змушений носити темні окуляри і зазвичай ховається в тіні.
Крім зору, Ріддік наділений надзвичайною фізичною силою, спритністю і підвищеним больовим порогом. Це зумовлено як природою фурійця, так і тренуваннями та життям у постійній небезпеці.
В Ріддіка аналітичний склад розуму, він здатний легко зрозуміти супротивника, маніпулювати ним та передбачити його наступний крок.
Ріддік легко пристосовується до будь-якої зброї, що потрапила до нього в руки, будь то заточка або бойовий робот. Але його найулюбленішою зброєю є ніж, адже саме з його допомогою Ріддік може безшумно і швидко розправитися з супротивником. Крім того, Ріддік володіє безконтактним боєм. Він здатний випускати нез'ясованої природи хвилю, що показана у фільмі «Хроніки Ріддіка» і грі The Chronicles of Riddick: Escape from Butcher Bay.

## Появи

### Фільми
- Цілковита пітьма (2000)
- У цілковиту пітьму (2000) — документальний фільм про історію Ріддіка та наукове підґрунтя попереднього фільму.
- Хроніки Ріддіка: темна лють (2004) — анімаційний фільм.
- Хроніки Ріддіка (2004)
- Ріддік (2013)
- Ріддік: Засліплений (2013) — анімаційний фільм, приквел до попереднього фільму.

### Відеоігри
- The Chronicles of Riddick: Escape from Butcher Bay (2004) — екшн для Xbox 360, PlayStation 3, Microsoft Windows і Mac OS X.
- Hunt for Riddick (2004) — флеш-гра, симулятор розслідування в пошуках Ріддіка.
- The Chronicles of Riddick: Assault on Dark Athena (2009) — екшн для Xbox 360, PlayStation 3, Microsoft Windows і Mac OS X.
- Riddick: The Merc Files (2013) — стелс-екшн для iOS і Android

### Комікси
- Цілковита пітьма: Місто брухту (2000) — флеш-комікс, приквел до фільму «Цілковита пітьма».

### Романи
- Цілковита пітьма (2000) — новелізація однойменного фільму.
- Хроніки Ріддіка (2004) — новелізація однойменного фільму. Містить низку детальніших описів всесвіту Ріддіка.